# Требельовце
Требельовце (словац. Trebeľovce) — село, громада округу Лученець, Банськобистрицький край, центральна Словаччина, регіон Новоград. Кадастрова площа громади — 19,55 км². Протікає Бабський потік.
Населення 895 осіб (станом на 31 грудня 2017 року).

## Історія
Требельовце згадується в 1246 році.

## Населення
| Рік:            | 1994. | 2004.   | 2014.   | 2024.    |
| --------------- | ----- | ------- | ------- | -------- |
| Кількість осіб: | 963   | 976     | 949     | 840      |
| Різниця:        |       | +1,34 % | -2,76 % | -11,48 % |

| Рік:            | 2023. | 2024.   |
| --------------- | ----- | ------- |
| Кількість осіб: | 847   | 840     |
| Різниця:        |       | -0,82 % |